# Lars-Olof Larsson (historiker)
Lars-Olof Ingvar Larsson, född 15 november 1934 i Växjö, död 27 mars 2020 i Skogslyckans distrikt, Växjö, var en svensk historiker. Larsson var en av Sveriges främsta kännare av medeltidens och vasatidens historia, och har också skrivit mycket om småländsk historia.

## Studier och akademisk karriär
Efter studentexamen vid Växjö högre allmänna läroverk 1953, värnplikt och utbildning till reservofficer ledde studier vid Lunds universitet till filosofisk ämbetsexamen 1957. Därefter blev Larsson amanuens vid Landsarkivet i Lund, bedrev fortsatta studier i historia med filosofie licentiatexamen 1960 och disputerade fyra år senare för filosofie doktorsgrad på avhandlingen Det medeltida Värend. Studier i det småländska gränslandets historia fram till 1500-talets mitt (nytryck 1975). En central frågeställning var de politiska relationerna mellan centrum och periferi i det dåtida Sverige, en annan den demografiska och agrara utvecklingen i ett långtidsperspektiv. Till båda dessa frågeställningar återkom han senare i både vetenskapliga och populära verk.
Avhandlingen ledde fram till en docentur i historia och docenttjänst vid Lunds universitet 1964. Sex år senare blev Larsson universitetslektor vid dåvarande universitetsfilialen i Växjö, vilken 1977 blev en självständig högskola. Han fick som andra forskardocenter professors namn 1985. Tio år senare lämnade Larsson sin tjänst vid högskolan för att koncentrera sig på egen forskning och populärvetenskapligt författarskap.

## Författarskap
Genom sin tjänst i Växjö blev Larsson klart medveten om det stora intresse som finns för den egna bygdens historia, men också om frånvaron av lokalhistoriska arbeten, baserade på modern forskning. Det inspirerade honom att 1974 ge ut boken Historia om Småland, med den historieintresserade allmänheten som populär målgrupp. Boken rönte stor uppmärksamhet och följdes sedan av en rad andra populärvetenskapliga verk, med tyngdpunkten lagd på småländsk historia, insatt i ett vidare nationellt och i viss mån också internationellt perspektiv.
Sammantaget har Larsson skrivit ett trettiotal böcker och större uppsatser, närmare etthundra artiklar i Nationalencyklopedin och varit recensent i Barometern, Jönköpings-Posten, Smålandsposten och Svenska Dagbladet. Bland böckerna kan särskilt nämnas Bönder och gårdar i stormaktstidens skugga (1983), Dackeland (1979), Engelbrekt Engelbrektsson och 1430-talets svenska uppror (1984), Från blästbruk till bruksdöd (2000), Kalmarunionens tid (1997), Växjö genom tusen år (1991) och Landen kring sjöarna. För boken En historia om Kronobergs län i ett mångtusenårigt perspektiv (1999), var han huvudförfattare. Boken Gustav Vasa – landsfader eller tyrann? belönades med Augustpriset 2002.

## Övriga engagemang
Lars-Olof Larson var 1971–1983 styrelseledamot för Svenska Emigrantinstitutet, 1976–1991 för Smålandsposten AB och 1981–1984 för Högskolan i Växjö. Han var även en av grundarna av Smålands akademi.